# Damophon von Messene

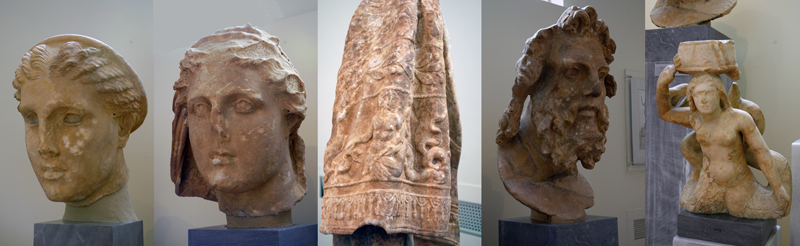
Statuenfragmente der Figurengruppe des Damophon aus Lykosura, von links nach rechts: Artemis, Demeter, Schleier der Despoina, Anytos und ein weiblicher Triton (Fragment vom Thron), Archäologisches Nationalmuseum von Athen

Damophon von Messene (altgriechisch Δαμοφῶν), der Sohn des Philip, war ein griechischer Bildhauer des 2. Jahrhunderts v. Chr., der für seine Heimatstadt Messene eine große Anzahl von Götterbildern schuf, zum Teil in der schwierigen chryselephantinen Goldelfenbeintechnik oder in Nachahmung derselben aus Gold und Marmor.

## Leben und Werke
Über die Schaffenszeit gibt es keine genauen Angaben. Während man ihn früher ins 4. Jahrhundert v. Chr. datierte, bevorzugt man heute eine spätere Datierung ins 2. Jahrhundert v. Chr. Damophon soll die berühmte Zeusstatue des Phidias in Olympia, nachdem das Elfenbein brüchig geworden war, repariert haben. Pausanias erwähnt folgende Werke des Damophon:
- in Messene:
  - Statue der Göttermutter Rhea aus parischem Marmor
  - Statue der Artemis Laphria
  - Marmorstatuen im Asklepiosheiligtum von Asklepios und seinen Söhnen, Apollon, die Musen, Herakles, Epaminondas, Tyche und Artemis Phosphoros

- in Aigion:
  - Götterstatue im Tempel der Eileithyia
  - Statuen im Asklepiosheiligtum von Asklepios und Hygieia

- in Megalopolis:
  - Statuen von Athene und Artemis im Tempel der Demeter und der Kore
  - Holzstatue des Hermes
  - Holzstatue der Aphrodite (die Hände, Füße und das Gesicht bestanden jedoch aus Marmor)

- in Lykosura:
  - Figurengruppe der Demeter und Despoina, jeweils auf einem Thron sitzend, umgeben von Artemis und dem Riesen Anytos

Von seinen Werken sind Bruchstücke aus Messene und in Lykosura der Sockel und andere Teile der Figurengruppe erhalten. Während der Sockel noch am Fundort verblieben ist, befinden sich die Statuenfragmente im Archäologischen Nationalmuseum von Athen. Abgüsse dieser werden im Museum von Lykosura ausgestellt.